# Бофр
Бофр (фр. Boffres, окс. Bofres) — коммуна во Франции, находится в регионе Рона — Альпы. Департамент коммуны — Ардеш. Входит в состав кантона Верну-ан-Виваре. Округ коммуны — Турнон-сюр-Рон.
Код INSEE коммуны — 07035.

## Население
Население коммуны на 2008 год составляло 629 человек.
| 1962 | 1968 | 1975 | 1982 | 1990 | 1999 | 2008 |
| ---- | ---- | ---- | ---- | ---- | ---- | ---- |
| 705  | 654  | 510  | 531  | 510  | 509  | 629  |

## Экономика
В 2007 году среди 404 человек в трудоспособном возрасте (15—64 лет) 300 были экономически активными, 104 — неактивными (показатель активности — 74,3 %, в 1999 году было 69,2 %). Из 300 активных работали 272 человека (147 мужчин и 125 женщин), безработных было 28 (15 мужчин и 13 женщин). Среди 104 неактивных 28 человек были учениками или студентами, 44 — пенсионерами, 32 были неактивными по другим причинам.

## Фотогалерея
- Замок Фог
- Замок Кашар
- Мэрия